# David Šimek
David Šimek (* 21. března 1977 Svitavy) je český politik a učitel, od roku 2024 senátor za obvod č. 50 – Svitavy, v letech 2021 až 2024 poslanec Poslanecké sněmovny PČR, od roku 2012 zastupitel Pardubického kraje, od roku 2010 starosta města Svitavy, od roku 2015 místopředseda hnutí Nestraníci.

## Život
Na PF Univerzity Palackého vystudoval obor zeměpis, biologie a geologie a poté na FF Univerzity Palackého obor Školský management. V roce 2020 ukončil studium MBA pro oblast samosprávy
Od r. 2002 byl učitelem a v letech 2005 až 2010 ředitelem na ZŠ Sokolovská.
David Šimek je ženatý a má čtyři děti (Filip, Jolana, Adam, Šimon).

## Politické působení

### Komunální politika
Do politiky vstoupil, když byl v komunálních volbách v roce 2006 zvolen jako nestraník za subjekt „Sdružení pro město Svitavy“ do Zastupitelstva města Svitavy. Ve volbách v roce 2010 post zastupitele města obhájil, když jako nestraník vedl kandidátku zmíněného „Sdružení pro město Svitavy“. To volby vyhrálo (tj. 24,21 % hlasů; 7 mandátů) a David Šimek byl dne 9. listopadu 2010 zvolen starostou města.
V komunálních volbách v roce 2014 obhájil nejprve pozici zastupitele města, když jako člen hnutí Nestraníci vedl kandidátku subjektu „Sdružení pro město Svitavy“. Protože sdružení opět volby vyhrálo (tj. 35,87 % hlasů a 10 mandátů), byl dne 5. listopadu 2014 zvolen starostou města pro druhé funkční období.
V komunálních volbách v roce 2018 vedl ve Svitavách kandidátku subjektu „SDRUŽENÍ PRO MĚSTO SVITAVY“ (tj. hnutí Nestraníci a nezávislí kandidáti). Mandát zastupitele i starosty se mu podařilo obhájit. Také v komunálních volbách v roce 2022 obhájil mandát zastupitele města, a to jako lídr subjektu „Sdružení pro město Svitavy“ (tj. hnutí Nestraníci a nezávislí kandidáti).

### Krajský zastupitel
V krajských volbách v roce 2012 kandidoval jako nestraník za hnutí Nestraníci v rámci subjektu Koalice pro Pardubický kraj (tj. KDU-ČSL, Nestraníci a SNK-ED) do Zastupitelstva Pardubického kraje, ale neuspěl. Na kandidátce byl sice původně na 6. místě a koalice získala 10 mandátů, vlivem preferenčních hlasů však klesl na konečné 11. místo a stal se pouze prvním náhradníkem. Už v listopadu 2012 ale nastoupil jako náhradník za Marka Výborného, který těsně po volbách rezignoval na svůj zastupitelský post z důvodu neslučitelnosti jeho mandátu s funkcí ředitele gymnázia. V zastupitelstvu navíc působil jako předseda Výboru pro regionální rozvoj a evropské fondy. Ve volbách v roce 2016 mandát krajského zastupitele obhájil, když kandidoval za hnutí Nestraníci v rámci subjektu Koalice pro Pardubický kraj (tj. KDU-ČSL, hnutí Nestraníci a SNK-ED). V tomto volebním období byl předsedou výboru pro vzdělávání a zaměstnanost.
V krajských volbách v roce 2020 obhájil jako člen hnutí Nestraníci na kandidátce uskupení „Koalice pro Pardubický kraj“ (tj. KDU-ČSL, hnutí Nestraníci a SNK ED) mandát zastupitele Pardubického kraje. V krajských volbách v září 2024 obhájil jako člen hnutí Nestran. post zastupitele Pardubického kraje, a to na kandidátní listině uskupení „Koalice pro Pardubický kraj“ (tj. KDU-ČSL, SNK ED a Nestran.). Původně figuroval na 9. místě, nakonec skončil šestý.

### Poslanec
Ve volbách do Poslanecké sněmovny PČR v roce 2021 kandidoval jako člen hnutí Nestraníci za KDU-ČSL na 6. místě kandidátky koalice SPOLU (tj. ODS, KDU-ČSL a TOP 09) v Pardubickém kraji. Vlivem 6 346 preferenčních hlasů skončil nakonec třetí a stal se poslancem. V 9. volebním období Poslanecké sněmovny je členem Výboru pro vědu, vzdělání, kulturu, mládež a tělovýchovu, Výboru pro životní prostředí a Volební komise. Je předsedou Podvýboru pro mládež a volnočasové aktivity. 
Dne 28. června 2023 byl v souvislosti s jmenováním Marka Výborného do funkce ministra zemědělství a jeho rezignací na členství ve Výboru pro vědu, vzdělání, kulturu, mládež a tělovýchovu zvolen místopředsedou tohoto výboru. 

### Senátor
Ve volbách do Senátu PČR v roce 2024 kandidoval za hnutí Nestraníci v rámci koalice „KDU-ČSL a Nestran.“ v obvodu č. 50 – Svitavy. V prvním kole vyhrál, když získal 26,29 % hlasů. Ve druhém kole se utkal s členem ODS Michalem Kortyšem, kterého porazil poměrem hlasů 57,36 % : 42,63 % a stal se tak senátorem.

## Další aktivity
- 1993 – doposud – statutární zástupce Asociace turistických oddílů mládeže ČR, TOM 6313 Zálesáci[24]
- 2005–2014 – člen předsednictva Asociace turistických oddílů mládeže České republiky
- 2010–2023 – člen předsednictva Sdružení historických sídel Čech, Moravy a Slezska[25]
- 2010 – doposud – místopředseda představenstva LIKO Svitavy a.s.[26]
- 2011 – doposud – 2. místopředseda výkonné rady Regionální rozvojové agentury Pardubického kraje[27]
- 2019 – doposud – předseda školské komise Svazu měst a obcí ČR[28]